# إيتاليانو ليما
نادي إيتاليانو ليما الرياضي (بالإسبانية: Circolo Sportivo Italiano)‏ نادي كرة قدم بيروفي يلعب في إقليم بويبلو ليبري في ليما. تم تأسيس النادي في سنة 1917 .

## التاريخ
لعب النادي على أعلى مستوى لكرة القدم في بيرو في تسع مناسبات، من الدوري الأول البيروفي من عام 1926 حتى عام 1934 عندما هبط إلى الدوري الثاني.